# Michael Cobbins
Michael Cobbins (nacido el 9 de agosto de 1992 en Amarillo, Texas) es un jugador de baloncesto estadounidense que actualmente se encuentra sin equipo. Con 2,03 metros de altura, juega en la posición de ala-pívot.

## Trayectoria deportiva

### Universidad
Jugó durante cinco temporadas con los Cowboys de la Universidad Estatal de Oklahoma, en las que promedió 5,8 puntos, 5,6 rebotes y 1,6 tapones por partido.

### Profesional
Tras no ser elegido en el Draft de la NBA de 2015, jugó con Oklahoma City Thunder la NBA Summer League. El 22 de octubre fichó por el equipo, pero dos días después fue despedido sin llegar a debutar en la liga.
El 3 de noviembre es adquirido por los Oklahoma City Blue de la NBA D-League como jugador afiliado de los Thunder.
El 19 de julio de 2016 fichó por el AE Apollon Patras de la liga griega.
El 3 de enero de 2021, firma por el Maccabi Haifa B.C. de la Ligat Winner para sustituir al cortado Davon Jefferson.
El 26 de julio de 2021, firma por el Basket Brescia Leonessa de la Lega Basket Serie A italiana.